# Xolo Maridueña
Ramario Xolo Ramirez (sinh ngày 9 tháng 6 năm 2001, nghệ danh: Xolo Maridueña, tiếng Tây Ban Nha: [ˈʃolo maɾiˈðweɲa]) là nam diễn viên người Mỹ. Anh từng đóng các vai Miguel Diaz trong Cobra Kai (Netflix, 2018 - nay), Victor Graham trong Parenthood (NBC, 2012 - 2015). Năm 2023, anh thủ vai Jaime Reyes/Blue Beetle trong phim siêu anh hùng Blue Beetle của Vũ trụ Mở rộng DC (2023).

## Tiểu sử
Xolo Maridueña sinh ra tại thành phố Los Angeles, California trong một gia đình có năm anh chị em. Anh là người gốc Mexico, Cuba và Ecuador. Tên Ramario là ghép từ tên hai người chú Ramón và Mario của anh.

## Sự nghiệp
Công việc đầu tiên của Xolo là làm người mẫu ảnh cho hãng thời trang Sears. Năm 2018, anh thủ vai Miguel Diaz trong sê-ri phim Netflix, Cobra Kai.
Năm 2023, anh vào vai Blue Beetle trong phim điện ảnh cùng tên của DCEU, đây là lần đầu tiên một nhân vật siêu anh hùng gốc Latinh được đưa lên phim người đóng.

## Danh sách phim

### Điện ảnh
| Năm  | Tên                 | Vai                       | Ct        |
| ---- | ------------------- | ------------------------- | --------- |
| 2013 | Dealin' with Idiots | Manny                     |           |
| 2020 | Goodnight America   | Steve                     | Phim ngắn |
| 2021 | #Whitina            | Chris                     | Phim ngắn |
| 2023 | Blue Beetle         | Jaime Reyes / Blue Beetle |           |

### Truyền hình
| Năm         | Tên                           | Vai                   | Ct                                                                            |
| ----------- | ----------------------------- | --------------------- | ----------------------------------------------------------------------------- |
| 2012 - 2015 | Parenthood                    | Victor Graham         | Khách mời (mùa 3), vai chính (mùa 4–6)                                        |
| 2013        | Major Crimes                  | Stefan Camacho        | Tập: "Rules of Engagement"                                                    |
| 2016        | Mack & Moxy                   | Trooper Xolo          | Tập: "S.T.E.M. Strong"                                                        |
| 2016        | Rush Hour                     | Isaiah                | Tập: "Captain Cole's Playlist"                                                |
| 2016        | Furst Born                    | Shawn                 |                                                                               |
| 2017        | Twin Peaks                    | Boy (1956)            | Tập: "Part 8"                                                                 |
| 2018        | Noches con Platanito          | (Chính mình)          | Game show                                                                     |
| 2018 - 2025 | Cobra Kai                     | Miguel Diaz           | Vai chính                                                                     |
| 2019 - 2022 | Victor and Valentino          | Andres                | Lồng tiếng                                                                    |
| 2019 - 2021 | Cleopatra in Space            | Zaid                  | Lồng tiếng                                                                    |
| 2020        | Fast & Furious Spy Racers     | Lucas                 | Lồng tiếng                                                                    |
| 2021        | Wu-Tang: An American Saga     | King Tech             | Tập: "As High as Wu-Tang Gets"                                                |
| 2021        | The Netflix Afterparty        | (Chính mình)          | Tập: "Cobra Kai"                                                              |
| 2022        | The Boys Presents: Diabolical | Aqua Agua             | Lồng tiếng tập: "An Animated Short Where Pissed-Off Supes Kill Their Parents" |
| 2022        | Batwheels                     | Snowy the Snowcrawler | Lồng tiếng                                                                    |